# Tommy Guerrero

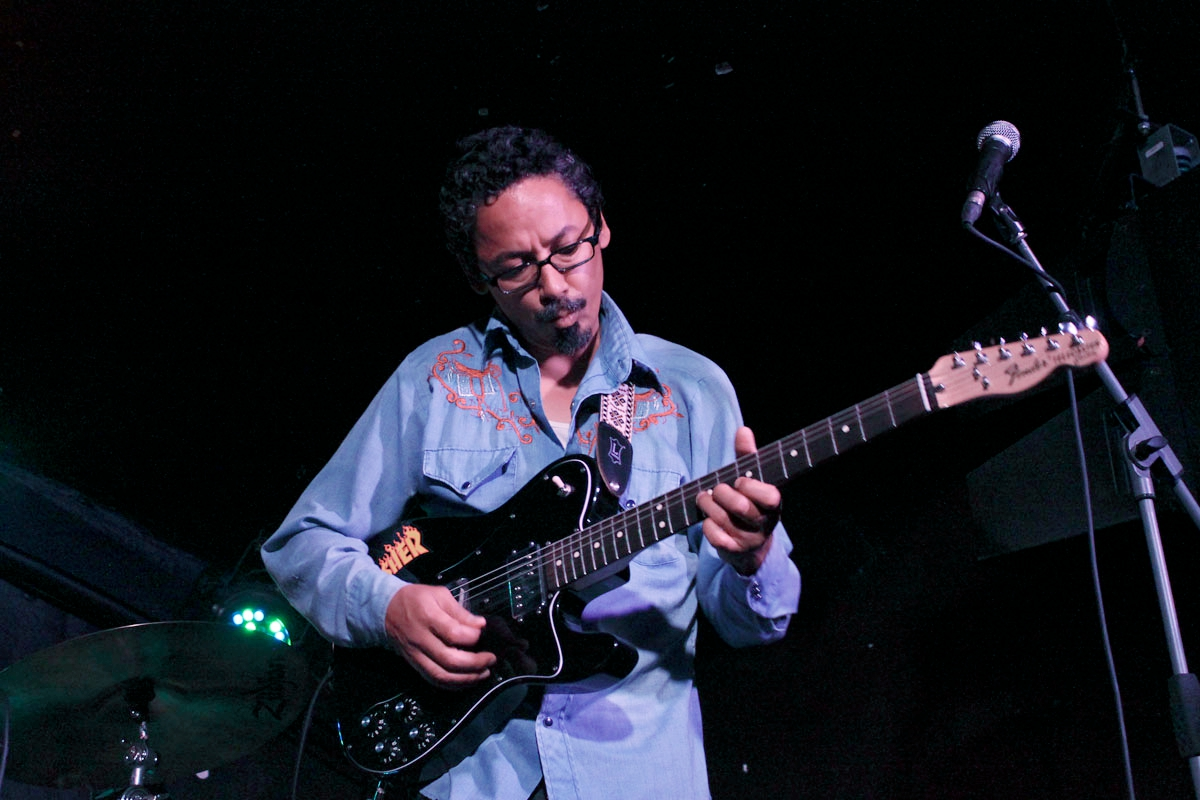
Tommy Guerrero (2014)

Tommy Guerrero (* 9. September 1966 in San Francisco, Kalifornien) ist ein US-amerikanischer Songwriter, Gitarrist, Skateboarder und ehemaliges Mitglied der Bones Brigade, einer bekannten Skatergruppe der 1980er-Jahre, zu der auch Tony Hawk und Steve Caballero gehörten.

## Skateboarding
Am 9. September 1966 wurde Guerrero als Sohn einer Sekretärin in San Francisco geboren und entdeckte durch seinen Bruder Tony schnell sein Interesse am Skateboardfahren. Bereits 1983 gewann er seinen ersten Skate-Wettbewerb. Daraufhin trat er im Folgejahr in die berühmte Bones Brigade von Powell & Peralta ein. Bekannt wurde Guerrero in dieser vor allem durch leichtfüßiges Skaten in seiner Heimatstadt. Dies wurde auch in den von der Bones Brigade gedrehten Filmen wie Future Primitive oder The Search for Animal Chin deutlich.

## Musik

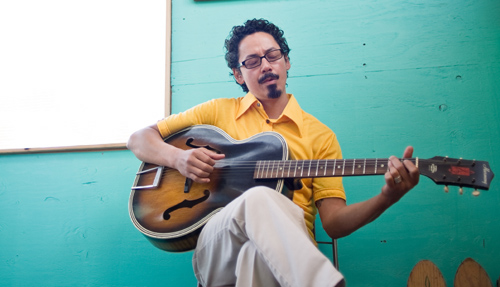
Tommy Guerrero

Nach seiner aktiven Zeit als Skater gründete er 1995 das Skateboard-Unternehmen „REAL Skateboards“ und stieg schließlich ins Musikgeschäft ein. Er wurde Bassist der Bands „Free Beer“ und „Jet Black Crayon“, hat als Solokünstler jedoch deutlich mehr Erfolg. 1997 veröffentlichte Guerrero, der die Musikstile Latin House, Downtempo, Art Rock und Alternative Hip-Hop spielt, sein erstes Album Loose Grooves & Bastard Blues beim Indie-Label Galaxia und startete eine Reihe erfolgreicher Alben. 2004 wählte die Zeitschrift Rolling Stone sein drittes Studioalbum Soul Food Taqueria auf den zweiten Platz der besten Alben 2003.
Das Album Loose Grooves & Bastard Blues erreichte Platz 36 in der Spex Jahresliste 1998.
Bis 2004 veröffentlichte Guerrero seine Werke bei Mo’ Wax, nach dessen Auflösung kehrte er jedoch zu Galaxia zurück. Viele unveröffentlichte Songs sind neben seinen Veröffentlichungen im Videospiel Skate zu hören.

## Privatleben
Tommy Guerrero ist mit Melissa Guerrero verheiratet.

## Diskografie

### Alben
- 1997: Loose Grooves & Bastard Blues
- 2000: A Little Bit of Somethin'
- 2000: Hoy Yen Ass'n (mit dem Jet Black Crayon-Mitglied Gadget)
- 2003: Soul Food Taqueria
- 2006: From the Soil to the Soul
- 2008: Return of the Bastard
- 2010: Living Dirt
- 2011: Lifeboats and Follies
- 2012: The Composer Series
- 2014: No Man's Land
- 2014: Perpetuum
- 2015: Perpetual
- 2016: The Endless Road
- 2018: Road to Knowhere
- 2019: Dub Session
- 2019: Dub Tunes (mit Trevor Jackson)
- 2021: Sunshine Radio

### Singles
- 1995: Backintheday
- 2001: Junk Collector
- 2001: Rusty Gears Lonely Years / Organism
- 2004: Gettin' It Together

### EPs
- 2005: Year of the Monkey

### DJ Mix Alben
- 2000: Another Late Night: Tommy Guerrero (Nr. 6 in der Another Late Night / Late Night Tales - Reihe)